# Mariner 1
Mariner 1 è stata la prima sonda spaziale statunitense lanciata da Cape Canaveral verso Venere il 22 luglio 1962.
La missione costò circa 19 milioni di dollari, ma a causa di un guasto interno si dovette procedere alla autodistruzione del vettore di trasporto per motivi di sicurezza.